# Richard van Hexham
Richard van Hexham (fl. 1141) was een Engels geschiedschrijver. Hij was prior van Hexham rond 1141 en stierf tussen 1163 en 1178. 
Richard schreef  Brevis Annotatio, een korte geschiedenis van de kerk van Hexham tussen 674 en 1138.  Hij baseerde zich hiervoor op het werk van Beda, Eddius en Simeon van Durham. 
Belangrijker was zijn Historia de gestis regis Stephani ci de bello Standardii (1135 - 1139) die een waardevolle beschrijving geeft van de geschiedenis van het noorden van Engeland  van de dood van Hendrik I tot de beginjaren van de regering van koning Stefanus en met name voor de Slag van de Standaard die plaatsvond op 22 augustus 1138 tussen de Engelsen en de Schotten, de laatsten onder leiding van David I van Schotland. Zijn werk werd voortgezet door zijn opvolger, mogelijk ook zijn zoon, John van Hexham.